# Елабуга (городское поселение)
Городско́е поселе́ние город Елабуга — муниципальное образование в Елабужском районе Татарстана Российской Федерации.

## Состав городского поселения
| № | Населённый пункт | Тип населённого пункта        | Население |
| - | ---------------- | ----------------------------- | --------- |
| 1 | Елабуга          | город, административный центр | ↗73 759   |
| 2 | Тарловка         | село                          | ↗442      |

## История
Статус и границы городского поселения установлены Законом Республики Татарстан от 31 января 2005 года № 22-ЗРТ «Об установлении границ территорий и статусе муниципального образования „Елабужский муниципальный район“ и муниципальных образований в его составе».

## Население
| 2010    | 2011    | 2012    | 2013    | 2014    | 2015    | 2016    |
| ------- | ------- | ------- | ------- | ------- | ------- | ------- |
| 70 728  | ↗70 878 | ↗71 642 | ↗72 497 | ↘72 435 | ↗73 366 | ↗73 770 |
| 2017    | 2018    | 2021    | 2024    |         |         |         |
| ↗74 259 | ↗74 476 | ↘74 012 | ↗74 149 |         |         |         |